# Сакерін Олег Вячеславович
Оле́г Вячесла́вович Сакерін — майор Національної поліції України, учасник російсько-української війни. Герой України (2025).

## Життєпис
Після початку повномасштабного російського вторгнення доєднався до батальйону патрульної служби поліції спеціального призначення «Львів», пізніше перевівся до КОРДу.
Здійснив 23 виходи до «сірої» зони поблизу міста Торецька, під час яких встановив 175 мін. Знешкодив понад 350 вибухонебезпечних предметів. Встановив 143 мінні загородження, завдяки яким знищено дві російські бронемашини з десантом. 29 квітня 2025 року зазнав поранення руки та очей внаслідок удару ворожого безпілотника.

## Нагороди
- Звання Герой України з удостоєнням ордена «Золота Зірка» (4 липня 2025) — за особисту мужність і героїзм, виявлені у захисті державного суверенітету та територіальної цілісності України, самовіддане служіння Українському народові[3].